# Acridoschema isidori
Acridoschema isidori är en skalbaggsart som beskrevs av Louis Alexandre Auguste Chevrolat 1858. Acridoschema isidori ingår i släktet Acridoschema och familjen långhorningar.
Artens utbredningsområde är Ghana.

## Underarter
Arten delas in i följande underarter:
- A. i. bicoloripenne
- A. i. flavomaculatum
- A. i. nigralbocincta